# Mussaenda wallichii
Mussaenda wallichii är en måreväxtart som beskrevs av George Don jr. Mussaenda wallichii ingår i släktet Mussaenda och familjen måreväxter. Inga underarter finns listade i Catalogue of Life.